# 390 př. n. l.

## Události
390 – obležení Říma Galy (Římané poraženi, museli vykoupit mír zlatem)

## Hlava státu
- Perská říše – Artaxerxés II. (404 – 359 př. n. l.)
- Egypt – Hakor (393 – 380 př. n. l.)
- Bosporská říše – Satyrus (433 – 389 př. n. l.)
- Sparta – Agésipolis I. (395 – 380 př. n. l.) a Agésiláos II. (399 – 360 př. n. l.)
- Athény – Nicoteles (391 – 390 př. n. l.) » Demostratus (390 – 389 př. n. l.)
- Makedonie – Amyntás III. (392 – 370 př. n. l.)
- Epirus – bezvládí (392 – 390 př. n. l.) » Alcetas I. (390 – 370 př. n. l.)
- Odryská Thrácie – Amadocus I. (408 – 389 př. n. l.) a Seuthes II. (405 – 387 př. n. l.)
- Římská republika – tribunové Q. Fabius Ambustus, Q. Sulpicius Longus, K. Fabius Ambustus, Q. Servilius Fidenas, N. Fabius Ambustus a P. Cornelius Maluginensis (390 př. n. l.)
- Syrakusy – Dionysius I. (405 – 367 př. n. l.)
- Kartágo – Mago II. (396 – 375 př. n. l.)